# SGS (entreprise)

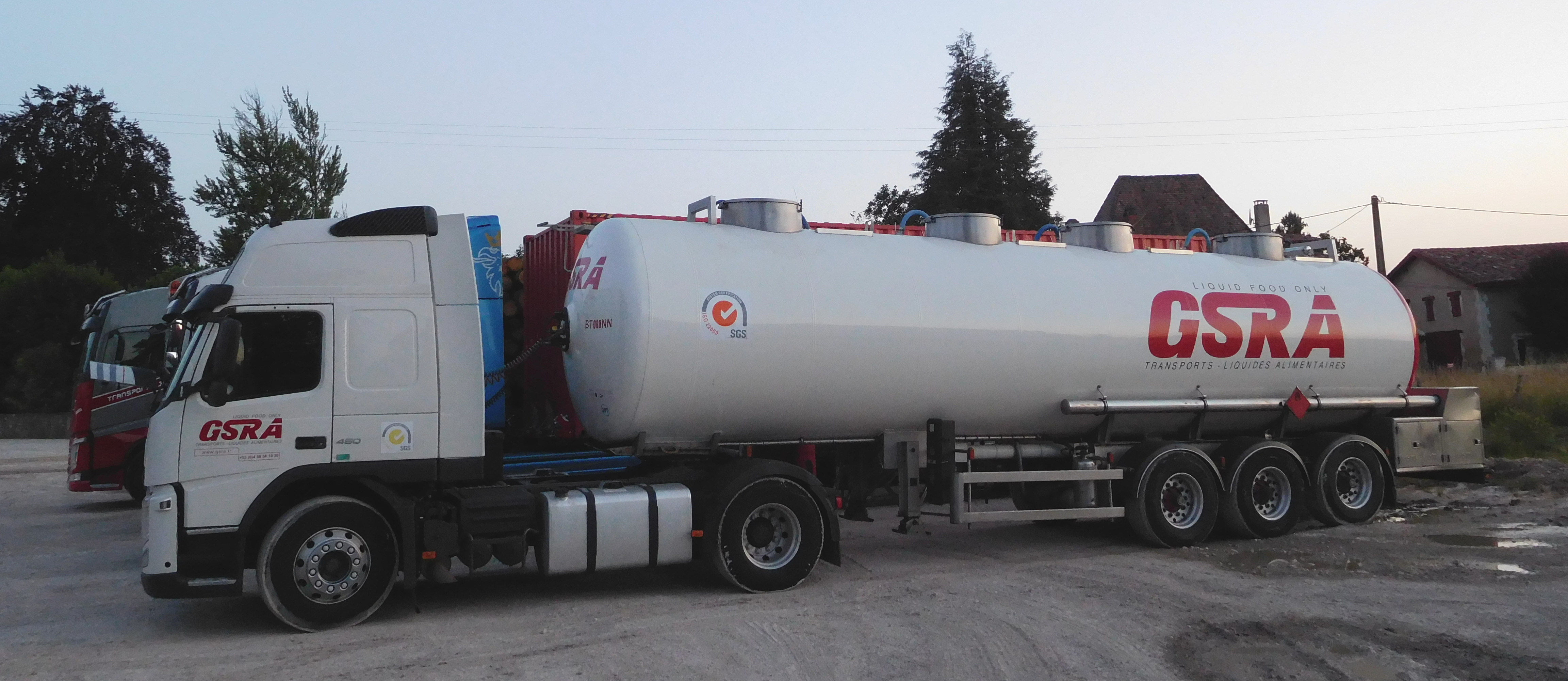
Transport routier de liquides alimentaires, certifié ISO 22000 par SGS.

SGS S.A. (Société générale de surveillance) est une multinationale suisse fondée en 1878, dont le siège social est basé à Genève, qui propose des services dans les domaines du contrôle, de la vérification, de l'analyse et de la certification, en relation avec la commercialisation et le transport des biens, ainsi que la formation des personnes. Elle est actuellement leader mondial sur son segment de marché[réf. nécessaire].
Employant en 2022 plus de 93 000 personnes, SGS exploite plus de 2 600 bureaux et laboratoires à travers le monde.
Le cœur de métier de SGS consiste en des services commercialisés qui couvrent l’inspection, la vérification (quantité, poids et qualité des biens échangés), l'analyse de la qualité des produits, ainsi que les tests de performance selon des normes qui visent à protéger la santé, la sécurité des consommateurs, et préserver l’environnement.

## Histoire
En 1878, Henri Goldstück se rend compte que les exportateurs de céréales perdent de l'argent car ils ne sont pas représentés au port de destination. Originaire de Liepaja (Lettonie), employé dans une société d'export, Goldstück s'associe alors à Johann A. Hainzé, un ami originaire de Bohême, débardeur à Rouen, pour fonder le 12 décembre la société « Goldstück, Hainzé et Compagnie » dans le port de Rouen, proposant un service de contrôle à quai des chargements de céréales en provenance de l'Europe de l'Est. Les importateurs ne payent que pour la quantité de céréales reçue, et pas pour celle qui a été expédiée. Au cours du transit, et notamment pendant le chargement et le déchargement, le volume de céréales peut diminuer en raison du flétrissement et des vols. Son idée consiste à défendre les droits de l’exportateur en inspectant et en vérifiant la quantité et la qualité des céréales au moment de leur livraison à l’importateur. En retour, il reçoit une commission de l’exportateur basée sur la valeur de l’expédition. Ils ouvrent ensuite une antenne à Anvers, Londres et Rotterdam,. Ils installent ensuite leur siège à Paris, rue du Louvre, où ils se présentent comme commissionnaires en grains.
En 1913, Goldstück, Hainzé & Co. inspecte 21 millions de tonnes de céréales par an et bénéficie d’un réseau de 45 bureaux en Europe. En 1915, du fait de la guerre et d'un conflit d'intérêts entre les filiales du groupe situées des deux côtés du front, Jacques Salmanowitz (né en 1884), gendre de Goldstück, décide de déplacer le siège parisien pour Genève, fondant une société anonyme, la « Société générale de surveillance », le 23 septembre 1919, qu'il dirige jusqu'à sa mort, en 1966,. Né en mars 1916, son fils, Grégoire Charles Salmanowitz prend ensuite la direction. La SGS finit par couvrir tous les types de transactions commerciales. Après 1945, elle acquiert et arme une flotte de navires qu'elle revend dans les années 1960.
En 1980, SGS possède désormais 113 bureaux, 57 laboratoires et emploie 9 500 personnes dans plus de 140 pays. En 1985, SGS est introduite en bourse sur le Swiss Market Index. En 2008, le groupe comprend dix pôles d'activités : agriculture, minerais, pétrole, gaz et pétro-chimie, produits pharmaceutiques, biens de consommation, certification et audits, industrie, environnement, véhicules à moteur, gouvernements et institutions.
Grégoire Salmanowitz meurt le 22 octobre 1999 à Londres, entraînant une restructuration importante du capital de SGS.
En 2015, Frankie Ng devient directeur général, plus tard élu président-directeur général par le conseil d'administration de SGS. En 2018, son salaire avec bonus s'élève à 6,82 millions de francs suisses.
En janvier 2025, Bureau Veritas et SGS annoncent mettre fin aux discussions envisageant un rapprochement entre les deux concurrents, faute d'avoir pu trouver d'accord.

## Acquisitions récentes
SGS a notamment racheté les entreprises Securitest en 2004, Autosécurité en 2005, Am’tech medical en 2010, Sercovam en 2012, Le Brigand NDT en 2015, Thomas J. Stephens & Associates en 2020.

## SGS en France
SGS est née en France en 1878. En 2020, SGS France compte 2 800 personnes réparties dans plus de 120 bureaux et centres de contrôle et 33 laboratoires et centres d’essais.

### Contrôle technique
Avec les réseaux Auto Sécurité, Sécuritest et Vérif'Autos, SGS est le no 1 du contrôle technique automobile, avec près de 2 000 centres de contrôle.

## Actionnaires
Liste des principaux actionnaires au 18 février 2022 :
| Actionnaire                              | %    |
| ---------------------------------------- | ---- |
| Groupe Bruxelles Lambert                 | 19,1 |
| Walter Scott & Partners                  | 3,05 |
| MFS International (UK)                   | 2,86 |
| The Vanguard Group                       | 2,19 |
| Norges Bank Investment Management        | 1,98 |
| UBS Asset Management Switzerland         | 1,65 |
| Pictet Asset Management                  | 1,30 |
| Crédit Suisse Asset Management (Schweiz) | 1,21 |
| McKinley Capital Management              | 1,03 |
| Zürcher Kantonalbank                     | 0,88 |